# Tabloid
Tabloid è un termine polivalente usato nel campo dell'editoria che deriva dal formato cartaceo ANSI B, precedentemente denominato formato tabloid. Misura 279,4 × 431,8 mm  (11 × 17 pollici).

## I formati
I più diffusi formati cartacei giornalistici (formato carta e non area stampata) espressi in millimetri sono:
- Lenzuolo 749 × 597
- Nordisch 570 × 400
- Rhenish 350 circa x 520
- Swiss o NZZ (Neue Zürcher Zeitung) 475 × 320
- Berlinese 470 × 315
- Tabloid 430 × 280

## Usi del termine
Tabloid può comunque essere riferito, e particolarmente nel Regno Unito, a giornali: 
- di formato ridotto,
- giornali con poca diffusione,
- a periodici alternativi settimanali o semi-settimanali incentrati su notizie locali o sul mondo dello spettacolo, spesso distribuiti gratis, in formato più piccolo rispetto alle taglie standard
- può essere riferito a giornali che tendono ad enfatizzare notizie sul crimine, rubriche di cronaca rosa ripetendo e creando pathos sulle vite personali delle celebrità; ed altre notizie dal tono informale.

Il formato tabloid è particolarmente popolare in USA e Gran Bretagna e misura 17 × 11 pollici, ovvero 431,8 mm × 279,4 mm. È più piccolo delle due grandezze standard dei giornali; i giornali più grandi, dal formato lenzuolo, sono tradizionalmente associati ad un giornalismo di alta qualità, anche se alcuni periodici di qualità hanno adottato il formato tabloid. The Guardian e la Repubblica, uno dei primi formati tabloid in Italia, hanno inoltre adottato il formato berlinese (formato intermedio tra il tabloid e il formato lenzuolo).

## Storia
Il nome può derivare dal marchio del 1884 dell'azienda farmaceutica Wellcome, celebre per produrre dei farmaci che sembravano pastiglie (tablet-like). La particolarità per l'epoca, di queste pastiglie compresse venne presto applicata ad altri piccoli oggetti e al giornalismo compresso che condensava le storie in un formato semplice e leggero. L'etichetta di giornalismo da tabloid (1901) ha preceduto l'avvento dei giornali dal formato piccolo che contenevano il suddetto tipo di giornalismo (1918).
Un pioniere del giornalismo da tabloid fu Alfred Harmsworth (1865-1922), che pubblicò un gran numero di periodici con un prezzo molto accessibile andando incontro ai gusti del pubblico. Harmsworth usò i suoi tabloid per influenzare l'opinione pubblica, ad esempio, contribuendo a far cadere il governo britannico del Primo Ministro Herbert Henry Asquith nel 1915.

## Il tabloid nel mondo
Questo stile di giornalismo e di formato editoriale è stato esportato in varie nazioni, con alcune differenze sostanziali.

### Stati Uniti
I quotidiani in formato tabloid, negli Stati Uniti, nascono con la fondazione del New York Daily News nel 1919. Rispetto a quelli britannici sono meno orientati verso il sensazionalismo e lo scandalo; comunque, dall'acquisto del New York Post da parte di Rupert Murdoch nel 1976, il suddetto quotidiano è diventato un modello di tabloid dallo stile britannico.
Altri celebri tabloid statunitensi sono il  Philadelphia Daily News, il Chicago Sun-Times, il Rocky Mountain News, il Boston Herald, il Village Voice, e il Newsday.
Inoltre, anche se non rispettano il classico formato, esistono periodici considerati tabloid (nello specifico supermarket tabloid, ovvero tabloid da supermercato) per gli argomenti trattati che sono quasi esclusivamente incentrati sul gossip. Alcuni esempi sono il National Enquirer e Weekly World News.

### Europa
In Gran Bretagna tre giornali in formato lenzuolo hanno optato per il tabloid: The Independent, The Times, e The Scotsman, anche se vengono chiamati giornali compact per evitare la concezione negativa del tabloid.
In Svezia adottano il formato compact i due maggiori quotidiani del Paese, Dagens Nyheter e Aftonbladet.
Nei Paesi Bassi, molti quotidiani hanno cominciato a pubblicare versioni in formato tabloid, inclusi quotidiani di alta qualità.
In Russia e Ucraina i maggiori quotidiani in lingua inglese come il Moscow Times o il Kiev Post utilizzano il formato tabloid.
In Italia molti quotidiani a diffusione nazionale vengono stampati in formato tabloid, ma quasi mai sono associati al tabloid di stampo britannico per gli argomenti e gli stili trattati. Infatti in Italia, per quanto riguarda scandali di cronaca rosa o mondana e sensazionalismo sono più popolari i periodici settimanali. Uno dei primi tabloid italiani fu L'Occhio, pubblicato tra il 1979 e il 1981. Oggi escono in formato tabloid tutti i quotidiani italiani a diffusione gratuita.

### Asia
Il maggiore quotidiano israeliano, Yediot Aharonot, utilizza il formato tabloid.
In Cina i tabloid sono diventati estremamente popolari da metà degli anni novanta ed hanno messo a dura prova i limiti della censura di stampa prendendo posizioni critiche nei confronti del governo e puntando su un giornalismo investigativo.

## Periodici scandalistici
Un uso recente del termine tabloid si riferisce a periodici settimanali o semi-settimanali in formato tabloid. Si distinguono dai quotidiani per uno stile diretto e votato ad un punto di vista alternativo. Altri fattori che li distinguono sono la frequenza di pubblicazione più bassa e il fatto che spesso siano gratis. Inoltre tendono a concentrarsi su fatti locali, talvolta anche di quartiere.
In una concezione più globale il termine tabloid si riferisce a giornali (di varie frequenze di pubblicazione e vari formati) che enfatizzano scandali che coinvolgono i VIP o notizie scabrose. Spesso, questo tipo di giornalismo è al limite della diffamazione, a causa della diffusione di notizie riguardanti personaggi pubblici e alle loro vite private, spesso in relazione all'uso di droga e pratiche sessuali. Accade spesso, infatti, che tali giornali vengano denunciati e/o querelati dai diretti interessati.
In Gran Bretagna è nato il termine red top, riferito ai tabloid con la testata in rosso, come il Daily Mirror o il The Daily Star, opposti ai black top, come il Daily Express e Daily Mail. I red top sono di solito più semplici a livello linguistico, con largo uso di foto, e sono diretti ad un pubblico curioso ed appassionato di storie intriganti legate a personaggi conosciuti.